# Val Ferret
Val Ferret is de naam van twee bergdalen in Zwitserland en Italië, die in elkaars verlengde liggen. Beide liggen in de Alpen, aan de voet van het Mont Blancmassief. Ze worden gescheiden door de (Petit) Col Ferret, op 2490 m, die alleen te voet overgestoken kan worden. Deze col ligt aan de voet van de Mont Dolent (3819 m), die daar op de hoek van het Mont Blancmassief ligt. Een andere mogelijkheid is de Col du Grand-Ferret, die wat hoger is (2537 m). In het hele gebied kunnen bergwandelingen worden gemaakt. De Tour du Mont Blanc gaat door zowel het Italiaanse als het Zwitserse deel van het Val Ferret.

## Het Zwitserse dal
Het Zwitserse Val Ferret ligt in het kanton Wallis. Het loopt vanaf de Col Ferret naar het noorden, met de stroming van het water mee, naar Orsières, waar het uitkomt in de Val d'Entremont. In het dal liggen La Fouly, Prayon, Praz-de-Fort en Issert. De bevolking leeft van kleinschalige veeteelt en toerisme, veel huizen zijn tweede huizen. Hoewel het dal de imponerende wanden van de Mont Blanc van zijn Italiaanse tegenhanger mist, zijn ook in dit dal bij mooi weer diverse begletsjerde bergtoppen te zien. Omdat er, behalve bij La Fouly, niet wordt geskied, komen er minder toeristen dan in andere delen van Wallis.

## Het Italiaanse dal
Het Italiaanse Val Ferret loopt van de Col Ferret naar het zuidwesten tot aan Entrèves bij Courmayeur. Het is een zijdal van het Aostadal. De rivier die door het dal stroomt, heet Dora di Ferret. Grote delen van het dal zijn beschermd natuurgebied. In het dal liggen alleen een paar kleine nederzettingen. De westhelling van het dal wordt gevormd door het Mont Blancmassief, met hoge toppen zoals de Grandes Jorasses, 4201 m, en de Mont Dolent, 3819 m. Van deze kant komen veel gletsjers naar beneden. De oosthelling is minder hoog en biedt uitzicht op de Mont-Blanc. Aan beide kanten van het dal liggen klimroutes. Na het Aostadal ligt het Val Veny aan de voet van de Mont Blanc in het verlengde van het Val Ferret. Skipistes komen in het Italiaanse Val Ferret niet voor, het is er natuurgebied, zodat het dal 's winters weinig toerisme trekt. Een uitzondering vormt het gebied rond Entrèves, waar de kabelbaan over het Mont Blancmassief naar de Aiguille du Midi en Chamonix-Mont-Blanc begint.
De Mont Blanctunnel voor autoverkeer begint in Entrèves. Autoverkeer tussen de beide delen van het Val Ferret moet via de Mont Blanctunnel en de Col de la Forclaz of via de Grote Sint-Bernhardpas en Aosta gaan.